# (5960) Wakkanai
(5960) Wakkanai ist ein Asteroid des Hauptgürtels, der am 21. Oktober 1989 von den japanischen Astronomen Masaru Mukai und Masanori Takeishi an der Sternwarte (IAU-Code 364) in Kagoshima an der Südwestspitze der Insel Kyūshū in Japan entdeckt wurde.
Der Himmelskörper wurde am 18. Dezember 1994 nach der Stadt Wakkanai auf der Insel Hokkaidō benannt, der nördlichsten Stadt Japans und  Verwaltungssitz der Unterpräfektur Sōya.